# Southburn
Southburn är en by i civil parish Kirkburn, i distriktet East Riding of Yorkshire, i grevskapet East Riding of Yorkshire, i England. Byn är belägen 5 km från Driffield. Southburn var en civil parish 1866–1935 när blev den en del av Kirkburn. Civil parish hade 116 invånare år 1931. Byn nämndes i Domedagsboken (Domesday Book) år 1086, och kallades då Sudburne.